# Die Siedler von Catan – Das Alte Ägypten
Die Siedler von Catan – Das Alte Ägypten ist ein Spiel für 3 bis 4 Spieler aus der Catan-Familie von Klaus Teuber, das im Herbst 2014 im Kosmos-Verlag als „Limitierte Sammlerausgabe“ erschien. Das Spiel wurde Reiner Müller, seinem 2016 verstorbenen Partner bei TM-Spiele  gewidmet.

## Inhalt
- 19 Landschaftsfelder:
  - 4× Ackerland, davon 2 mit dem Nil auf der Rückseite
  - 4× Papyrus-Hain, davon 1 mit dem Nil und 1 mit dem Nildelta auf der Rückseite
  - 3× Schwemmland, davon 1 mit dem Nil auf der Rückseite
  - 3× Steinbruch
  - 4× Weideland, davon 2 mit dem Nil auf der Rückseite
  - 1× Wüste, Rückseite Pyramide
- 6 Rahmenteile mit Häfen/Oasen (doppelseitig bedruckt)
- 95 Rohstoffkarten (je 19 × Lehm, Getreide, Papyrus, Rinder und Steine)
- 25 Entwicklungskarten (14 Söldner, 6 Fortschritt, 5 Siegpunkte)
- 4 Baukostenkarten
- 2 Sonderkarten (Längste Handelsroute, Größtes Söldnerheer)
- Spielfiguren (in rot, türkis, violett und grau)
  - 16 Tempelstädte (Tempel von Edfu, Tempel von Abu Simbel, Djoser-Pyramide, Sphinx)
  - 20 Siedlungen
  - 60 Ochsenkarren
  - 12 Papyrusboote
- 1 Räuberfigur (Streitwagen)
- 60 Pyramiden-Bausteinplättchen
- 10 Götterkarten
- 1 Pyramindenbauplatz
- 4 Übersichtskarten
- 4 Kärtchen „Pharaos Fluch/Segen“
- 1 Karte „Gunst des Wesirs“
- Spielregel (8 DIN-A4-Seiten)
- Almanach (16 DIN-A5-Seiten)
- 18 Zahlenchips
- 2 sechsseitige Würfel
- 2 Kartenhalter

## Spielweise
Das Spiel bietet drei Spielmöglichkeiten:
- Das Basisspiel im ägyptischen Gewand, bei dem nur teilweise andere Rohstoffe als beim normalen Basisspiel verwendet werden und Ochsenkarren statt Straßen gebaut werden. Neben den Häfen an der Küste stehen auch Oasen im Landesinneren zur Verfügung. In dieser Form wird noch ohne den Nil gespielt.
- Das Spiel mit dem Kartensatz „Die Hilfe der Götter“, bei dem die Götterkarten zum Einsatz kommen, die eine abgewandelte Form der Helfer von Catan darstellen.
- Das Szenario „Die große Pyramide“, bei dem es sich um eine überarbeitete Version des Cheops-Szenarios aus den Historischen Szenarien handelt. Nun kommt auch der Nil ins Spiel. Im Gegensatz zum historischen Szenario wird auf einem weitgehend variabel aufbaubaren Spielfeld gespielt, bei dem nur der Platz des Nil festgelegt ist. Es wird aber ohne die im historischen Szenario vorhandenen östlichen und nordöstlichen Randgebiete gespielt. Die Häfen bzw. hier Oasen der Mitspieler können nicht wie im historischen Szenario zum Handel genutzt werden. Es muss auch kein Bauplatz an der Pyramide zum Bau vorhanden sein oder vom Mitspieler genutzt werden. Es reicht Papyrusboote über den Nil zu bauen, um an der Pyramide mitzubauen, deren Bauplatz sich außerhalb des Spielfelds befindet. Der Pharao ist in diesem Spiel aber weniger nachtragend gegenüber den Spielern, die sich zu wenig am Bau seiner Grabstätte beteiligen, denn die Karten „Pharos Fluch“ kosten die Spieler nun nur noch einen statt zuvor zwei Siegpunkte. Allerdings belohnt er den besten Baumeister nun auch nur noch mit einem statt drei Siegpunkten durch seinen „Segen“. Es werden aber auch nur noch 11 statt 12 Siegpunkte für den Sieg benötigt und der Wesir hilft dem Spieler, der als erster bzw. zuletzt einen Baustein zur Pyramide beigetragen hat, indem der Spieler einmal in seinem Zug 1:1 mit der Bank handeln darf und bei einer „7“ nun 9 Rohstoffkarten auf der Hand haben darf, ohne etwas davon zu verlieren.

## Übersetzungen
- Englisch: Catan – Collector’s Edition – Ancient Egypt™ bei Mayfair Games
- Niederländisch: Catan: Het Oude Egypte bei 999 Games
- Spanisch: Catan – El Antiguo Egipto bei Devir